# Markus Campbell-Savours
Markus Dale Campbell-Savours (né en 1981 ou 1982) est un homme politique du parti travailliste britannique. 

## Biographie
Campbell-Savours est à moitié islandais, son père, Dale Campbell-Savours, étant marié à Guðrún Kristín Runólfsdóttir de Reykjavik, Islande. Son père est député de Workington de 1979 à 2001 et siège actuellement à la Chambre des Lords. Il fait ses études à Birkbeck, Université de Londres. Il est député de Penrith et Solway depuis 2024.